# Major League Baseball 2008
La stagione 2008 della Major League Baseball si è aperta il 25 marzo 2008 a Tokyo con l'incontro tra i campioni in carica dei Boston Red Sox e gli Oakland Athletics.
La stagione regolare si è conclusa il 30 settembre 2008 con lo svolgimento della partita di spareggio tra i Chicago White Sox e i Minnesota Twins valevole per l'assegnazione del titolo della Central Division della American League. Al termine della stagione regolare, sono stati registrati 78 591 116 abitanti, con una media di 32 542 spettatori per incontro.
Le World Series 2008 si sono svolte tra il 22 e il 29 ottobre 2008, si sono concluse con la vittoria dei Philadelphia Phillies per 4 gare a 1 contro i Tampa Bay Rays.

## Regular Season

### American League
East Division
| # | Squadra           | Vittorie | Sconfitte | Perc. | Diff. |
| - | ----------------- | -------- | --------- | ----- | ----- |
| 1 | Tampa Bay Rays    | 97       | 65        | .599  | —     |
| 2 | Boston Red Sox    | 95       | 67        | .586  | 2.0   |
| 3 | New York Yankees  | 89       | 73        | .549  | 8.0   |
| 4 | Toronto Blue Jays | 86       | 76        | .531  | 11.0  |
| 5 | Baltimore Orioles | 68       | 93        | .422  | 28.5  |

Central Division
| # | Squadra            | Vittorie | Sconfitte | Perc. | Diff. |
| - | ------------------ | -------- | --------- | ----- | ----- |
| 1 | Chicago White Sox  | 89       | 74        | .546  | —     |
| 2 | Minnesota Twins    | 88       | 75        | .540  | 1.0   |
| 3 | Cleveland Indians  | 81       | 81        | .500  | 7.5   |
| 4 | Kansas City Royals | 75       | 87        | .463  | 13.5  |
| 5 | Detroit Tigers     | 74       | 88        | .457  | 14.5  |

West Division
| # | Squadra           | Vittorie | Sconfitte | Perc. | Diff. |
| - | ----------------- | -------- | --------- | ----- | ----- |
| 1 | L.A. Angels       | 100      | 62        | .617  | —     |
| 2 | Texas Rangers     | 79       | 83        | .488  | 21.0  |
| 3 | Oakland Athletics | 75       | 86        | .466  | 24.5  |
| 4 | Seattle Mariners  | 61       | 101       | .377  | 39.0  |

|  | Vincitore Division |
|  | Wild Card          |

### National League
East Division
| # | Squadra               | Vittorie | Sconfitte | Perc. | Diff. |
| - | --------------------- | -------- | --------- | ----- | ----- |
| 1 | Philadelphia Phillies | 92       | 70        | .568  | —     |
| 2 | New York Mets         | 89       | 73        | .549  | 3.0   |
| 3 | Florida Marlins       | 84       | 77        | .522  | 7.5   |
| 4 | Atlanta Braves        | 72       | 90        | .444  | 20.0  |
| 5 | Washington Nationals  | 59       | 102       | .366  | 32.5  |

Central Division
| # | Squadra             | Vittorie | Sconfitte | Perc. | Diff. |
| - | ------------------- | -------- | --------- | ----- | ----- |
| 1 | Chicago Cubs        | 97       | 64        | .602  | —     |
| 2 | Milwaukee Brewers   | 90       | 72        | .556  | 7.5   |
| 3 | Houston Astros      | 86       | 75        | .534  | 11.0  |
| 4 | St. Louis Cardinals | 86       | 76        | .531  | 11.5  |
| 5 | Cincinnati Reds     | 74       | 88        | .457  | 23.5  |
| 6 | Pittsburgh Pirates  | 67       | 95        | .414  | 30.5  |

West Division
| # | Squadra              | Vittorie | Sconfitte | Perc. | Diff. |
| - | -------------------- | -------- | --------- | ----- | ----- |
| 1 | Los Angeles Dodgers  | 84       | 78        | .519  | —     |
| 2 | Arizona Diamondbacks | 82       | 80        | .506  | 2.0   |
| 3 | Colorado Rockies     | 74       | 88        | .457  | 10.0  |
| 4 | San Francisco Giants | 72       | 90        | .444  | 12.0  |
| 5 | San Diego Padres     | 63       | 99        | .389  | 21.0  |

|  | Vincitore Division |
|  | Wild Card          |

### All-Star Games
L'All-Star Game si è giocato il 15 luglio 2008 al Yankee Stadium di New York ed ha visto la vittoria della squadra dell'American League per 4 a 3 su quella della National League.
|              | 1 | 2 | 3 | 4 | 5 | 6 | 7 | 8 | 9 | 10 | 11 | 12 | 13 | 14 | 15 | R | H  | E |
| ------------ | - | - | - | - | - | - | - | - | - | -- | -- | -- | -- | -- | -- | - | -- | - |
| NL All-Stars | 0 | 0 | 0 | 0 | 1 | 1 | 0 | 1 | 0 | 0  | 0  | 0  | 0  | 0  | 0  | 3 | 13 | 4 |
| AL All-Stars | 0 | 0 | 0 | 0 | 0 | 0 | 2 | 1 | 0 | 0  | 0  | 0  | 0  | 0  | 1  | 4 | 14 | 1 |

### Record Individuali

#### American League
Battitori
| Stat. | Giocatore                    | Squadra                         | Totale |
| ----- | ---------------------------- | ------------------------------- | ------ |
| AVG   | Joe Mauer                    | Minnesota Twins                 | .328   |
| HR    | Miguel Cabrera               | Detroit Tigers                  | 37     |
| RBI   | Josh Hamilton                | Texas Rangers                   | 130    |
| R     | Dustin Pedroia               | Boston Red Sox                  | 118    |
| H     | Dustin Pedroia Ichirō Suzuki | Boston Red Sox Seattle Mariners | 213    |
| SB    | Jacoby Ellsbury              | Boston Red Sox                  | 50     |

| Stat. | Giocatore           | Squadra           | Totale |
| ----- | ------------------- | ----------------- | ------ |
| W     | Cliff Lee           | Cleveland Indians | 22     |
| L     | Justin Verlander    | Detroit Tigers    | 17     |
| ERA   | Cliff Lee           | Cleveland Indians | 2.54   |
| K     | A. J. Burnett       | Toronto Blue Jays | 231    |
| IP    | Roy Halladay        | Toronto Blue Jays | 246    |
| SV    | Francisco Rodríguez | L.A. Angels       | 62     |

#### National League
Battitori
| Stat. | Giocatore      | Squadra               | Totale |
| ----- | -------------- | --------------------- | ------ |
| AVG   | Chipper Jones  | Atlanta Braves        | .364   |
| HR    | Ryan Howard    | Philadelphia Phillies | 48     |
| RBI   | Ryan Howard    | Philadelphia Phillies | 146    |
| R     | Hanley Ramírez | Florida Marlins       | 125    |
| H     | José Reyes     | New York Mets         | 204    |
| SB    | Willy Taveras  | Colorado Rockies      | 68     |

Lanciatori
| Stat. | Giocatore               | Squadra                              | Totale |
| ----- | ----------------------- | ------------------------------------ | ------ |
| W     | Brandon Webb            | Arizona Diamondbacks                 | 22     |
| L     | Aaron Harang Barry Zito | Cincinnati Reds San Francisco Giants | 17     |
| ERA   | Johan Santana           | New York Mets                        | 2.53   |
| K     | Tim Lincecum            | San Francisco Giants                 | 265    |
| IP    | Johan Santana           | New York Mets                        | 234⅓   |
| SV    | José Valverde           | Houston Astros                       | 44     |

## Postseason
|  | Division Series | Division Series     | Division Series       |                       |                       | League Championship Series | League Championship Series | League Championship Series |  |  | World Series | World Series   | World Series |
|  |                 |                     |                       |                       |                       |                            |                            |                            |  |  |              |                |              |
|  | 1               | Los Angeles Angels  | 1                     |                       |                       |                            |                            |                            |  |  |              |                |              |
|  | 4               | Boston Red Sox      | 3                     |                       |                       |                            |                            |                            |  |  |              |                |              |
|  | 4               | Boston Red Sox      | 3                     |                       | 4                     | Boston Red Sox             | 3                          |                            |  |  |              |                |              |
|  |                 |                     |                       |                       | 4                     | Boston Red Sox             | 3                          |                            |  |  |              |                |              |
|  |                 | 2                   | Tampa Bay Rays        | 4                     |                       |                            |                            |                            |  |  |              |                |              |
|  | 2               | 2                   | Tampa Bay Rays        | 4                     | Tampa Bay Rays        | 3                          |                            |                            |  |  |              |                |              |
|  | 2               |                     |                       |                       | Tampa Bay Rays        | 3                          |                            |                            |  |  |              |                |              |
|  | 3               | Chicago White Sox   | 1                     |                       |                       |                            |                            |                            |  |  |              |                |              |
|  |                 |                     |                       |                       |                       |                            |                            |                            |  |  | AL           | Tampa Bay Rays | 1            |
|  |                 |                     | NL                    | Philadelphia Phillies | 4                     |                            |                            |                            |  |  |              |                |              |
|  | 1               | Chicago Cubs        | 0                     |                       |                       |                            |                            |                            |  |  |              |                |              |
|  | 3               | Los Angeles Dodgers | 3                     |                       |                       |                            |                            |                            |  |  |              |                |              |
|  | 3               | Los Angeles Dodgers | 3                     |                       | 3                     | Los Angeles Dodgers        | 1                          |                            |  |  |              |                |              |
|  |                 |                     |                       |                       | 3                     | Los Angeles Dodgers        | 1                          |                            |  |  |              |                |              |
|  |                 | 2                   | Philadelphia Phillies | 4                     |                       |                            |                            |                            |  |  |              |                |              |
|  | 2               | 2                   | Philadelphia Phillies | 4                     | Philadelphia Phillies | 3                          |                            |                            |  |  |              |                |              |
|  | 2               |                     |                       |                       | Philadelphia Phillies | 3                          |                            |                            |  |  |              |                |              |
|  | 4               | Milwaukee Brewers   | 1                     |                       |                       |                            |                            |                            |  |  |              |                |              |

### Division Series
American League
| Data                                | Squadra di casa    | Squadra ospite     | Ris. |
| ----------------------------------- | ------------------ | ------------------ | ---- |
| 01/10                               | Los Angeles Angels | Boston Red Sox     | 1-4  |
| 03/10                               | Los Angeles Angels | Boston Red Sox     | 5-7  |
| 05/10                               | Boston Red Sox     | Los Angeles Angels | 4-5  |
| 06/10                               | Boston Red Sox     | Los Angeles Angels | 3-2  |
| Boston Red Sox vincono la serie 3-1 |                    |                    |      |

| Data                                | Squadra di casa   | Squadra ospite    | Ris. |
| ----------------------------------- | ----------------- | ----------------- | ---- |
| 02/10                               | Tampa Bay Rays    | Chicago White Sox | 6-4  |
| 03/10                               | Tampa Bay Rays    | Chicago White Sox | 6-2  |
| 05/10                               | Chicago White Sox | Tampa Bay Rays    | 5-3  |
| 06/10                               | Chicago White Sox | Tampa Bay Rays    | 2-6  |
| Tampa Bay Rays vincono la serie 3-1 |                   |                   |      |

National League
| Data                                     | Squadra di casa     | Squadra ospite      | Ris. |
| ---------------------------------------- | ------------------- | ------------------- | ---- |
| 01/10                                    | Chicago Cubs        | Los Angeles Dodgers | 2-7  |
| 02/10                                    | Chicago Cubs        | Los Angeles Dodgers | 3-10 |
| 04/10                                    | Los Angeles Dodgers | Chicago Cubs        | 3-1  |
| Los Angeles Dodgers vincono la serie 3-0 |                     |                     |      |

| Data                                       | Squadra di casa       | Squadra ospite        | Ris. |
| ------------------------------------------ | --------------------- | --------------------- | ---- |
| 01/10                                      | Philadelphia Phillies | Milwaukee Brewers     | 3-1  |
| 02/10                                      | Philadelphia Phillies | Milwaukee Brewers     | 5-2  |
| 04/10                                      | Milwaukee Brewers     | Philadelphia Phillies | 4-1  |
| 05/10                                      | Milwaukee Brewers     | Philadelphia Phillies | 2-6  |
| Philadelphia Phillies vincono la serie 3-1 |                       |                       |      |

### League Championship Series
American League
| Data                                | Squadra di casa | Squadra ospite | Ris. |
| ----------------------------------- | --------------- | -------------- | ---- |
| 10/10                               | Tampa Bay Rays  | Boston Red Sox | 0-2  |
| 11/10                               | Tampa Bay Rays  | Boston Red Sox | 9-8  |
| 13/10                               | Boston Red Sox  | Tampa Bay Rays | 1-9  |
| 14/10                               | Boston Red Sox  | Tampa Bay Rays | 4-13 |
| 16/10                               | Boston Red Sox  | Tampa Bay Rays | 8-7  |
| 18/10                               | Tampa Bay Rays  | Boston Red Sox | 2-4  |
| 19/10                               | Tampa Bay Rays  | Boston Red Sox | 3-1  |
| Tampa Bay Rays vincono la serie 4-3 |                 |                |      |

National League
| Data                                       | Squadra di casa       | Squadra ospite        | Ris. |
| ------------------------------------------ | --------------------- | --------------------- | ---- |
| 09/10                                      | Philadelphia Phillies | Los Angeles Dodgers   | 3-2  |
| 10/10                                      | Philadelphia Phillies | Los Angeles Dodgers   | 8-5  |
| 12/10                                      | Los Angeles Dodgers   | Philadelphia Phillies | 7-2  |
| 13/10                                      | Los Angeles Dodgers   | Philadelphia Phillies | 5-7  |
| 15/10                                      | Los Angeles Dodgers   | Philadelphia Phillies | 1-5  |
| Philadelphia Phillies vincono la serie 4-1 |                       |                       |      |

### World Series
| Data                                       | Squadra di casa       | Squadra ospite        | Ris. |
| ------------------------------------------ | --------------------- | --------------------- | ---- |
| 22/10                                      | Tampa Bay Rays        | Philadelphia Phillies | 2-3  |
| 23/10                                      | Tampa Bay Rays        | Philadelphia Phillies | 4-2  |
| 25/10                                      | Philadelphia Phillies | Tampa Bay Rays        | 5-4  |
| 26/10                                      | Philadelphia Phillies | Tampa Bay Rays        | 10-2 |
| 27-29/10                                   | Philadelphia Phillies | Tampa Bay Rays        | 4-3  |
| Philadelphia Phillies vincono la serie 4-1 |                       |                       |      |

## Premi
Miglior giocatore della Stagione
|    | Giocatore      | Squadra             |
| -- | -------------- | ------------------- |
| AL | Dustin Pedroia | Boston Red Sox      |
| NL | Albert Pujols  | St. Louis Cardinals |

Rookie dell'anno
|    | Giocatore     | Squadra        |
| -- | ------------- | -------------- |
| AL | Evan Longoria | Tampa Bay Rays |
| NL | Geovany Soto  | Chicago Cubs   |

Miglior giocatore delle World Series
| Giocatore   | Squadra               |
| ----------- | --------------------- |
| Cole Hamels | Philadelphia Phillies |